# Feynman-Kac-Formel
Der Satz von Feynman-Kac ist ein Ergebnis der Wahrscheinlichkeitstheorie, das z. B. in der Finanzmathematik Anwendung findet. Er verbindet die Wahrscheinlichkeitstheorie mit der Theorie der partiellen Differentialgleichungen. Der Name geht auf Richard Feynman und Mark Kac zurück. 

## Aussage des Satzes
Sei zunächst {\displaystyle X_{t}} ein an die Filtration {\displaystyle (F_{t})_{t}} adaptierter Prozess und Lösung der stochastischen Differentialgleichung
{\displaystyle dX_{t}=\sigma (t,X_{t})dW_{t}+\mu (t,X_{t})dt}.
{\displaystyle (X_{t})_{t}} ist daher ein Itō-Prozess. Sei ferner 
{\displaystyle h:\mathbb {R} \rightarrow \mathbb {R} }
eine beschränkte, Borel-messbare Funktion und {\displaystyle g(t,x)=\mathbb {E} (h(X_{T})\mid X_{t}=x)} die an die Information in {\displaystyle t} bedingte Erwartung ihres Wertes in {\displaystyle X_{T}}. Dann erfüllt {\displaystyle g} die partielle (nicht-stochastische!) Differentialgleichung
{\displaystyle g_{t}(t,x)+g_{x}(t,x)\mu (t,x)+{\frac {1}{2}}g_{xx}(t,x)\sigma (t,x)^{2}=0}
mit der Randbedingung {\displaystyle g(T,x)=h(x)}.
Der Beweis verwendet die Martingaleigenschaft der bedingten Erwartung und die Tatsache, dass ein Itō-Prozess (gegeben in {\displaystyle g}) genau dann Martingal ist, wenn sein Driftterm verschwindet.

## Beispiel
Zum Beispiel könnte {\displaystyle h} die Auszahlung eines Finanzinstruments (etwa eine Kaufoption) sein, basierend auf dem Wert von {\displaystyle X_{t}} (etwa eine Aktie). Dann beschreibt {\displaystyle g} den Preisprozess dieses Instruments. {\displaystyle g_{x}} ist die Ableitung des Preises vom Basiswert, im Fall einer Option ist daher {\displaystyle {\frac {g_{x}}{g}}} ihr Delta. {\displaystyle {\frac {g_{t}}{g}}} ist im Fall einer Kaufoption das Theta.